# Kleine Kretische Ragwurz
Die Kleine Kretische Ragwurz (Ophrys cretensis) gehört zur Gattung der Ragwurzen (Ophrys) in der Familie der Orchideen (Orchidaceae). Der deutsche Trivialname kann zur Verwechslung führen mit der Kretischen Ragwurz (Ophrys cretica), die die kleinwüchsigere, aber großblütigere der beiden „kretischen Ragwurzen“ ist.

## Merkmale
Die Kleine Kretische Ragwurz ist ein ausdauernder Knollengeophyt, der Wuchshöhen von (15 bis) 20 bis 50 Zentimeter erreicht. Die Pflanze ist (2- bis) 6- bis 11-blütig. Die Lippe ist mit 6 bis 9 (11) × 7 bis 10 Millimeter ausgesprochen klein, rundlich bis breit eiförmig, ungeteilt, rötlichbraun bis schwärzlichpurpurn und am Grund abgerundet. Sie trägt eine glänzende, H-förmige Zeichnung. Die seitlichen Kronblätter (Petalen) sind 1,5 bis 2,5 Millimeter breit und grünlich gefärbt. Die Kelchblätter (Sepalen) sind gelegentlich zweifarbig: oben grün, unterhalb der Mitte bräunlich.
Die Blütezeit reicht von Februar bis April, ein Unterscheidungsmerkmal zur später blühenden Ophrys gortynia, deren Lippengrund sich zudem keilförmig verjüngt. 

## Vorkommen
Die Kleine Kretische Ragwurz kommt auf Kreta, Karpathos (ein Fund mit unklarem Status), Paros, Amorgos und möglicherweise noch weiteren ägäischen Inseln vor. Die Art wächst in Gebüschen, Olivenhainen, Grasfluren und Phrygana in Höhenlagen von 0 bis 900 Metern Meereshöhe.

## Biologie
Der Bestäuber dieser Ragwurz ist die Sandbiene Andrena vachali subsp. creticola.

## Taxonomie
Ophrys cretensis wurde von Paulus auf Grund der eigenständigen Merkmalskombination und des spezifischen Bestäubers in den Rang einer eigenen Art erhoben. Andere Autoren stellen sie als Unterart zur Großen Spinnen-Ragwurz (als Ophrys sphegodes subsp. cretensis H.Baumann & Künkele). Delforge (2005) stellt die Sippe wegen der ähnlichen Lippenform in die Verwandtschaft von Ophrys mammosa.

## Belege
- Pierre Delforge: Guide des Orchidees d'Europe, d'Afrique du Nord et du Proche-Orient. 3e edition, entierement revue et corrigée. Delachaux et Niestlé, Paris 2005, ISBN 2-603-01323-8, S. 566.
- Ralf Jahn, Peter Schönfelder: Exkursionsflora für Kreta. Mit Beiträgen von Alfred Mayer und Martin Scheuerer. Eugen Ulmer, Stuttgart (Hohenheim) 1995, ISBN 3-8001-3478-0, S. 436.
- Henrik Ærenlund Pedersen, Niels Faurholdt: Ophrys. The Bee Orchids of Europe. Kew Publishing, 2007, ISBN 978-1-84246-152-5, S. 193–194.